# Conde de Coculim
Conde de Coculim é um título nobiliárquico português criado por D. Afonso VI de Portugal, por decreto de 3 de maio de 1666, a favor de D. Francisco Mascarenhas, 1.º conde de Coculim.
Titulares
1. D. Francisco Mascarenhas
2. D. Filipe Mascarenhas
3. D. Francisco Mascarenhas
4. D. Joaquim de Mascarenhas
5. D. João José Luís de Mascarenhas Barreto, 6.º Marquês de Fronteira e 7.º conde da Torre
6. D. José Trazimundo de Mascarenhas Barreto, 7.º Marquês de Fronteira, 8.º conde da Torre e 10.º conde de Assumar
7. D. José Maria Mascarenhas, 10.º Marquês de Fronteira, 11.º conde da Torre, 12.º conde de Assumar e pretendente ao título de Marquês de Alorna

Após a implementação da República e o fim do sistema nobiliárquico, foram pretendentes ao título D. Fernando José Fernandes Costa Mascarenhas, D. José Maria Pinto Basto Mascarenhas e, atualmente, D. António Maria Infante da Câmara Mascarenhas.